# Jamel Saihi
Jamel Saihi (ur. 21 stycznia 1987 w Montpellier) – tunezyjski piłkarz występujący na pozycji pomocnika. Od 2016 jest zawodnikiem klubu Angers SCO.

## Kariera klubowa
Saihi urodził się we Francji jako syn Tunezyjczyka i Algierki. Zawodową karierę rozpoczynał w klubie Montpellier HSC. Od 2004 roku występował w jego rezerwach. Przez trzy sezony rozegrał w nich 68 spotkań i zdobył 2 bramki. W pierwszej drużynie Montpellier zadebiutował 20 kwietnia 2007 w zremisowanym 1:1 meczu rozgrywek Ligue 2 z Tours FC. W 2009 roku Saihi awansował z zespołem do Ligue 1. W tych rozgrywkach pierwszy mecz zaliczył 3 października 2009 przeciwko Grenoble Foot 38 (3:2).
Latem 2016 Saihi przeszedł do Angers SCO.
| Sezon   | Klub            | Kraj    | Rozgrywki | Mecze | Bramki | Rozgrywki Europy   | Mecze | Bramki |
| ------- | --------------- | ------- | --------- | ----- | ------ | ------------------ | ----- | ------ |
| 2006/07 | Montpellier HSC | Francja | Ligue 2   | 1     | 0      | -                  | -     | -      |
| 2007/08 | Montpellier HSC | Francja | Ligue 1   | 29    | 0      | -                  | -     | -      |
| 2008/09 | Montpellier HSC | Francja | Ligue 2   | 16    | 0      | -                  | -     | -      |
| 2009/10 | Montpellier HSC | Francja | Ligue 1   | 26    | 0      | -                  | -     | -      |
| 2010/11 | Montpellier HSC | Francja | Ligue 1   | 14    | 1      | Liga Europy UEFA   | 2     | 0      |
| 2011/12 | Montpellier HSC | Francja | Ligue 1   | 30    | 0      | -                  | -     | -      |
| 2012/13 | Montpellier HSC | Francja | Ligue 1   | 10    | 0      | Liga Mistrzów UEFA | 4     | 0      |
| 2013/14 | Montpellier HSC | Francja | Ligue 1   | 12    | 0      | -                  | -     | -      |
| 2014/15 | Montpellier HSC | Francja | Ligue 1   | 21    | 0      | -                  | -     | -      |
| 2015/16 | Montpellier HSC | Francja | Ligue 1   | 13    | 0      | -                  | -     | -      |
| 2016/17 | Montpellier HSC | Francja | Ligue 1   | 2     | 0      | -                  | -     | -      |

Stan na: 30 sierpnia 2016

## Kariera reprezentacyjna
W reprezentacji Tunezji Saihi zadebiutował w 2008 roku. 11 lutego 2009 w zremisowanym 1:1 towarzyskim meczu z Holandią strzelił pierwszego gola w trakcie gry w kadrze.